# Rumbleverse
Rumbleverse est un jeu en ligne développé par Iron Galaxy Studios et édité par Epic Games qui prend la forme d'un battle royale beat them all en free-to-play.

## Système de jeu
À Grapital City, quarante joueurs s'affrontent dans un battle royale pour devenir champion. Le jeu s'inspire de l’univers du catch. Au début de la partie, les joueurs peuvent faire un coup classique avec leur personnage puis apprendre de nouvelles prises en cours de partie en récupérant des objets. Les joueurs doivent trouver 10 capsules de protéines qui améliorent l'endurance, la vie ou la force ; ils peuvent en prendre jusqu'à 10 ou 8 dans le mode duo.

## Développement
Après le report du lancement annoncé le 15 février 2022, le jeu est mis en phase de test cross-plateforme en juin puis en juillet. Le 18 août 2022, Iron Galaxy lance la saison 1.
Au début du mois de février 2023, les équipes de développement annoncent que le jeu fermera définitivement ses portes à la fin de la saison 2, le mardi 28 février 2023. A cette occasion, toutes les récompenses (y compris celles payantes) sont déverrouillées et offertes à tous les joueurs. Cette date passée, il est impossible de jouer au jeu et les boutiques ont fermé.